# Cuttoli-Corticchiato
Cutuli è Curtichjatu [kutɔli kɔʁtikjato] est une commune française située dans la circonscription départementale de la Corse-du-Sud et le territoire de la collectivité de Corse. Elle appartient à l'ancienne piève de Mezzana.

## Géographie
Cutuli est un village situé à une vingtaine de kilomètres d'Ajaccio, à 533 mètres d'altitude.
Le village est composé de trois hameaux : Cutuli, Curtichjatu et Pedi Muredda. Cutuli est une commune étendue puisqu'elle possède une grande plaine qui s'étend jusqu'aux confins de Bastelicaccia.

## Urbanisme

### Typologie
Au 1er janvier 2024, Cuttoli-Corticchiato est catégorisée commune rurale à habitat dispersé, selon la nouvelle grille communale de densité à sept niveaux définie par l'Insee en 2022.
Elle est située hors unité urbaine. Par ailleurs la commune fait partie de l'aire d'attraction d'Ajaccio, dont elle est une commune de la couronne,. Cette aire, qui regroupe 79 communes, est catégorisée dans les aires de 50 000 à moins de 200 000 habitants,.

### Occupation des sols
L'occupation des sols de la commune, telle qu'elle ressort de la base de données européenne d’occupation biophysique des sols Corine Land Cover (CLC), est marquée par l'importance des forêts et milieux semi-naturels (81,1 % en 2018), néanmoins en diminution par rapport à 1990 (84 %). La répartition détaillée en 2018 est la suivante : 
milieux à végétation arbustive et/ou herbacée (54,4 %), forêts (24,5 %), zones urbanisées (7,6 %), zones agricoles hétérogènes (7 %), espaces ouverts, sans ou avec peu de végétation (2,2 %), cultures permanentes (1,6 %), prairies (1,2 %), eaux continentales (1,2 %), mines, décharges et chantiers (0,3 %). L'évolution de l’occupation des sols de la commune et de ses infrastructures peut être observée sur les différentes représentations cartographiques du territoire : la carte de Cassini (XVIIIe siècle), la carte d'état-major (1820-1866) et les cartes ou photos aériennes de l'IGN pour la période actuelle (1950 à aujourd'hui).

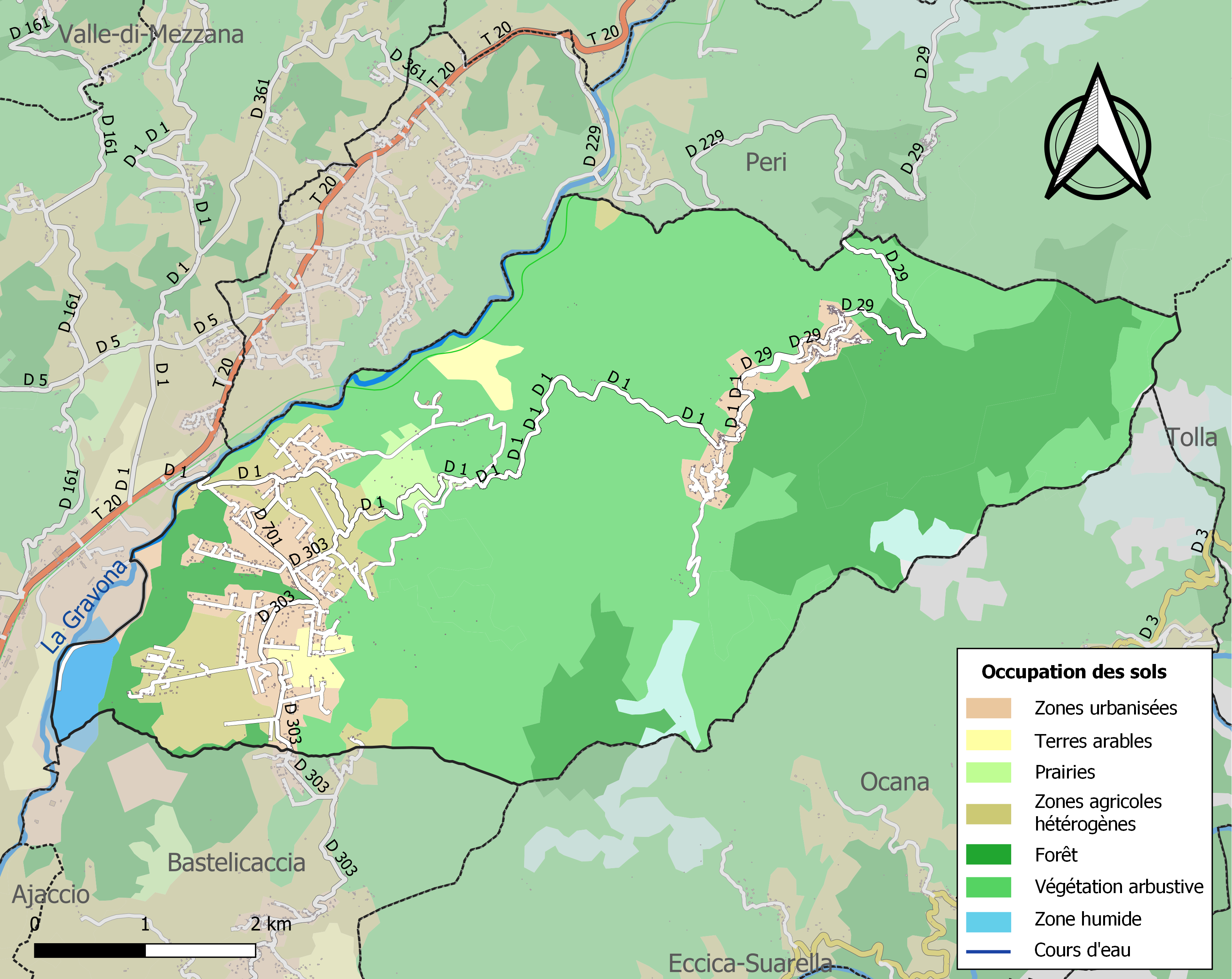
Carte des infrastructures et de l'occupation des sols de la commune en 2018 (CLC).

## Politique et administration

### Liste des maires
| Période                                  | Période   | Identité                 | Étiquette      | Qualité |
| ---------------------------------------- | --------- | ------------------------ | -------------- | --- |
| avant 1904                               | ?         | Auguste Scarbonchi       |                | |
| 1975                                     | mars 2011 | Paul François Scarbonchi | MRG/PRG        | Retraité Conseiller de l'Assemblée de Corse (1982 → 1998) Suppléant du député Simon Renucci (2002 → 2007)        |
| mars 2011                                | En cours  | Jean Biancucci           | Femu a Corsica | Artisan coutelier Conseiller de l'Assemblée de Corse (2004 → 2017) Membre du conseil exécutif de Corse (2018 → ) |
| Les données manquantes sont à compléter. |           |                          |                | |

## Démographie
L'évolution du nombre d'habitants est connue à travers les recensements de la population effectués dans la commune depuis 1800. Pour les communes de moins de 10 000 habitants, une enquête de recensement portant sur toute la population est réalisée tous les cinq ans, les populations de référence des années intermédiaires étant quant à elles estimées par interpolation ou extrapolation. Pour la commune, le premier recensement exhaustif entrant dans le cadre du nouveau dispositif a été réalisé en 2008.

En 2022, la commune comptait 2 044 habitants, en évolution de +3,28 % par rapport à 2016 (Corse-du-Sud : +7,61 %, France hors Mayotte : +2,11 %).
| 1800 | 1806 | 1821 | 1831 | 1836 | 1841 | 1846 | 1851 | 1856 |
| ---- | ---- | ---- | ---- | ---- | ---- | ---- | ---- | ---- |
| 436  | 441  | 518  | 588  | 606  | 619  | 635  | 690  | 750  |

| 1861 | 1866 | 1872 | 1876 | 1881 | 1886 | 1891 | 1896  | 1901  |
| ---- | ---- | ---- | ---- | ---- | ---- | ---- | ----- | ----- |
| 795  | 818  | 854  | 873  | 847  | 900  | 962  | 1 042 | 1 099 |

| 1906  | 1911  | 1921  | 1926  | 1931  | 1936  | 1946  | 1954 | 1962 |
| ----- | ----- | ----- | ----- | ----- | ----- | ----- | ---- | ---- |
| 1 074 | 1 186 | 1 240 | 1 314 | 1 323 | 1 270 | 1 005 | 656  | 573  |

| 1968 | 1975 | 1982 | 1990  | 1999  | 2006  | 2008  | 2013  | 2018  |
| ---- | ---- | ---- | ----- | ----- | ----- | ----- | ----- | ----- |
| 544  | 465  | 643  | 1 085 | 1 473 | 1 777 | 1 861 | 1 966 | 2 039 |

| 2022  | - | - | - | - | - | - | - | - |
| ----- | - | - | - | - | - | - | - | - |
| 2 044 | - | - | - | - | - | - | - | - |

## Culture locale et patrimoine
La fête patronale est San Martinu, le 11 novembre

### Lieux et monuments
- Église San Martinu de Cuttoli-Corticchiato

### Personnalités liées à la commune
- Diane de Cuttoli (1893-1980), poétesse et romancière
- L'abbé Cuttoli ;
- Le poète Georges Coanet (1926-2007) vécut à Cuttoli à partir de 1986 ;
- Jean Mattei, musicien auteur-compositeur de la commune.
- le peintre, écrivain en langue corse Ghjilormu (Jérôme) Ferrandi.
- le parfumeur-créateur Marc-Antoine Corticchiato
- Laurent Pomponi, joueur de football (né le 18 juin 1996 à Ajaccio)